# Protoclythia modesta
Protoclythia modesta är en tvåvingeart som först beskrevs av Zetterstedt 1844.  Protoclythia modesta ingår i släktet Protoclythia och familjen svampflugor.
Artens utbredningsområde är Sverige. Arten är reproducerande i Sverige. Inga underarter finns listade i Catalogue of Life.